# Рудольф Руммель
Рудольф Джозеф Руммель (англ. Rudolph Rummel; 21 жовтня 1932, Клівленд, Огайо, США — 2 березня 2014, Канеоге, Гаваї, США) — американський політолог. Викладач політології та історії в Гавайському університеті. Автор концепції демоциду, що включає різні форми масових вбивств неозброєного цивільного населення (наприклад, геноцид), що здійснюються урядом. Згідно з його дослідженням, кількість людей, які загинули від демоциду тільки протягом одного XX століття, в шість разів більше, ніж за всі війни цього століття, разом узяті. Був прихильником теорії демократичного світу: використовуючи статистичний метод, він зробив припущення, що ймовірність збройного конфлікту між демократичними державами найменш імовірна, і що «демократії не воюють одна з одною».

## Біографія
Вивчав політологію в Гавайському університеті, де в 1959 році отримав ступінь бакалавра, а в 1961 році — магістра. У 1963 році в Північно-західному університеті в Еванстоні, штат Іллінойс, отримав ступінь доктора філософії. Далі викладав в різних університетах: 1963 році в Університеті Індіани, з 1964 по 1966 рік — у Єльському університеті, і з 1966 року — в Гавайському університеті. В останні роки життя був почесним професором політології на Гаваях.
Крім академічної діяльності був відомий як консультант американських військових.

## Літературна спадщина
Руммель написав в цілому 24 наукові монографії. Основні результати своїх досліджень він публікував в 1975—1981 рр. в журналі «Розуміння конфлікту і війни» (Understanding Conflict and War). Наступні 15 років він займався уточненням своєї теорії і її емпіричної перевіркою. Результати були опубліковані в книзі «Влада вбиває» (Power Kills (1997)). Серед інших відомих робіт — книга «Смертельна політика: Радянський геноцид і масові вбивства з 1917 р» (Lethal Politics: Soviet Genocides and Mass Murders 1917—1987, 1990); «Кривавий вік Китаю: Геноцид і масові вбивства з 1900 р» (China's Bloody Century: Genocide and Mass Murder Since 1900 1991); «Демоцид: Нацистський геноцид і масові вбивства» (Democide: Nazi Genocide and Mass Murder, 1992); «Смерть від руки держави» (Death by Government, 1994); а також «Статистика демоциду» (Statistics of Democide, 1997). На особистому вебсайті автора наведено безліч витягів з його книг, включаючи графіки і таблиці, вказані джерела інформації та наводяться методики розрахунків.
Руммель також опублікував дві книги за загальними методиками статистичного аналізу: «Розуміння факторного аналізу» (Understanding Factor Analysis, 1970) і «Розуміння кореляцій» (Understanding Correlation, 1976).
Він також написав серію художніх книг в жанрі альтернативної історії («Ніколи більше», англ. Never again), де описується, як таємний орден посилає чоловіка і жінку в 1906 рік, забезпечивши їх найсучаснішою зброєю і величезними фінансовими ресурсами, із завданням побудувати мирне суспільство. Ці книги викладені у вільний доступ.

## Наукові праці
- «Розміри держав», Публікації мудреців, 1972
- «Поведінка конфліктів та політика зв'язків» (доповідач), за ред. Вінкенфільда Д., Девід МакКей, 1973
- «Під загрозою миру: реальність зняття напруження», Публікації мудреців, 1976
- «Розуміння конфліктів і війни», Джон Вілі і сини, 1976
- «Конфлікт у перспективі» («Розуміння конфлікту та війни»), Публікації мудреців, 1977
- «Теорія поля, що розвивається», Публікації мудреців, 1977
- «Der gefährdete Frieden. Die militärische Überlegenheit der UdSSR» («Під загрозою зникнення миру, військова гідність СРСР»), Мюнхен, 1977 р.
- «Національні установки та поведінка», з Рі, Оменом і Сибинським. Публікації мудреців, 1979
- «У свідомості людей. Принципи до розуміння і ведення миру», Sogang University Press, 1984
- «Прикладний факторний аналіз», Northwestern University Press, 1988
- «Смертельна політика: радянський геноцид та масові вбивства з 1917 р.», Transaction Publishers, 1990
- «Криваве століття Китаю: геноцид та масові вбивства з 1900 р.» Видавництво транзакцій, 1991
- «Спіраль конфлікту: принципи та практика міжособистісного, соціального та міжнародного конфлікту та співпраці», Видавництва транзакцій, 1991
- «Демоцид: нацистський геноцид та масові вбивства», Видавництво транзакцій, 1992
- «Смерть урядом», Видавництво транзакцій, 1997
- «Статистика демокоду: геноцид та масові вбивства з 1900 р.», Lit Verlag, 1999
- «Влада вбиває: демократія як метод ненасильства», Видавництво транзакцій, 2002
- «Ніколи знову» (серія)

1. «Війна та демократія», Llumina Press, 2004
2. «Ядерний Голокост», Llumina Press, 2004
3. «Скидання», Llumina Press, 2004
4. «червоний терор», Llumina Press, 2004
5. «Геноцид», Llumina Press, 2005
6. «Ніколи ще раз?», Llumina Press, 2005

(№ #) «Закінчення війни, демократія» та «Голод через демократичну свободу», Llumina Press, 2005
(№ #) Ніколи не повторюваний додаток до серії, Llumina Press, 2005
- «Блакитна Книга Свободи: Закінчення Голодомору, Бідності, Демоциду та Війни», Видавництво Камберленд Хаус, 2007 р.